# ホンダラ行進曲
ホンダラ行進曲（ほんだらこうしんきょく）は1963年4月20日に発売されたハナ肇とクレージーキャッツ5枚目のシングル。作詞は青島幸男、作曲・編曲は萩原哲晶。
軽快で派手に盛りあげられる明るい曲調に対し、歌詞の内容があまりにも無意味でナンセンスである一種のギャップもあって、クレージーキャッツの曲の中でも評価が高い。
なお、それまでクレージーは東芝音楽工業（現：EMIミュージック・ジャパン）からレコードを発売していたが、渡辺プロダクションとの兼ね合いから本曲よりキングレコードに移籍するも、翌1964年発売の『学生節 / めんどうみたョ』より東芝に戻った。

## 概要
口琴などのとぼけた効果音が連発されるコミカルなマーチ調のメロディに乗せて「ホンダラダホイホイ」という意味不明なナンセンスフレーズを延々連ね、行動しても結局無意味だから、無気力・無関心に怠惰を決め込む、という主旨の歌詞が歌われる。
作詞者の青島自身、この自作について「柄にもなくニヒリズムが漂っている」と回想している。
- 全部で4番まであり、1番が植木等、2番がハナ肇、3番が谷啓のそれぞれソロ、4番がクレージーキャッツ全員の合唱という構成になっている。
- この曲でクレージーは1963年の第14回NHK紅白歌合戦にも出場、最初に植木の「どうしてこんなにもてるんだろう」を歌った後、他のメンバーが登場し、本曲の1番と4番を歌った。なお放送では1番の「どうせこの世はホンダラダホイホイ」の部分が、「どうせ今夜は白の勝ち」と替えて歌われた。
- 1965年と1966年に犬塚弘主演の「ほんだら剣法」「ほんだら捕物帖」という映画が大映で製作された。
- 1990年に発売された過去のヒット曲メドレー、「スーダラ伝説（歌：植木、編曲：宮川泰）」にも収録されている。

## 歌われている作品など
- クレージー作戦 先手必勝（1963年／久松静児監督）…ラストで流される。なお主題歌はB面の『いろいろ節』。
- クレージー作戦 くたばれ!無責任（1963年／坪島孝監督）
- 香港クレージー作戦（1963年／杉江敏男監督）…メロディーのみ
- うたう!大龍宮城 第23話(1992年)…エド山口演じる鯨大王が歌っており、この回のテーマにもなっている。
- ホンダ・アクティバン・トラックCM(1992年)…「ひとつホンダなら～」という替え歌になっている。
- 黄色い涙（2007年／犬童一心監督）…劇中で相葉雅紀が歌っている。
- マンダム『GATSBY』CM（2011年）…木村拓哉が歌っている
- その他、『こちら葛飾区亀有公園前派出所』にて、タイムワープをするための呪文として使われていた（アニメ版では若干言い回しが異なる）。また、劇中に植木流翻堕羅拳法（うえきりゅうほんだらけんぽう）なる拳法が登場した。